# جاك جوزمان
جاك جوزمان (بالإسبانية: Jack Guzman)‏ هو ممثل كولومبي، ولد في 21 يونيو 1978 في كولومبيا.

## وصلات خارجية
- جاك جوزمان على موقع IMDb (الإنجليزية)
- جاك جوزمان على موقع قاعدة بيانات الفيلم (الإنجليزية)